# 4×800公尺接力賽跑
男子4×800米接力賽跑是田徑運動項目中的一個賽事，由四名選手組成，每個人完成800米或標準400米跑道上的2圈，國際田徑總會認可該項目的世界紀錄，並於2014年成為IAAF世界接力賽的一部分。
男子世界紀錄為7分02.43秒，由肯尼亞隊的約瑟夫·穆圖亞（Joseph Mutua）、威廉·伊安波伊（William Yiampoy）、伊斯梅爾·孔比奇（Ismael Kombich）和威爾弗雷德·邦吉（Wilfred Bungei）所創造的，成績為7分02.43秒。在2006年8月25日於比利時布魯塞爾創造。女子世界紀錄為7分50.17秒，由代表蘇聯的一支隊伍，在1984年8月15日於莫斯科，由娜杰日达·奥利扎连科（Nadiya Olizarenko）、盧布夫·古里娜（Lyubov Gurina）、盧德米拉·鮑里索娃（Lyudmila Borisova）和伊琳娜·波迪亞洛夫斯卡婭（Irina Podyalovskaya）創造。

## 外部連結
- IAAF list of 4x800-metres-relay records in XML （页面存档备份，存于）